# سلنا گومز
سلنا ماری گومز (انگلیسی: Selena Marie Gomez؛ زادهٔ ۲۲ ژوئیه ۱۹۹۲) خواننده، بازیگر و تهیه‌کنندهٔ آمریکایی است. او کار بازیگری خود را در مجموعهٔ تلویزیونی کودکانه بارنی و دوستان (۲۰۰۲–۲۰۰۴) آغاز کرد. گومز در دوران نوجوانی برای بازی در نقش الکس روسو در مجموعهٔ تلویزیونی جادوگران محله ویورلی (۲۰۰۷–۲۰۱۲) از شبکهٔ دیزنی به شهرت رسید. او در چندین فیلم و سریال دیگر حضور داشته و گویندهٔ نقش شخصیت میویز در فرنچایز سینمایی هتل ترانسیلوانیا (۲۰۱۲–۲۰۲۲) بوده است.
گومز از راه شرکت تولیدی‌اش، تهیه‌کنندهٔ اجرایی مجموعه‌های تلویزیونی ۱۳ دلیل برای اینکه (۲۰۱۷–۲۰۲۰) و زیستن غیرقانونی (۲۰۱۹) بوده است. او افزون بر این، تهیه‌کنندهٔ اجرایی مجموعهٔ آشپزی سلنا + سرآشپز (۲۰۲۰–۲۰۲۲) و مجموعهٔ کمدی-معمایی فقط قتل‌های داخل ساختمان (۲۰۲۱–اکنون) بوده است که در آن‌ها نیز به ایفای نقش پرداخت. او برای بازی در فقط قتل‌های داخل ساختمان نامزد جایزهٔ گلدن گلوب و به‌عنوان تهیه‌کننده، نامزد جایزهٔ امی پرایم‌تایم شد.
گومز به‌همراه گروه موسیقی پیشینش، سلنا گومز و سین، آلبوم‌های ببوس و بگو (۲۰۰۹)، سالی بدون باران (۲۰۱۰) و وقتی خورشید غروب می‌کند (۲۰۱۱) را منتشر کرد که در جایگاه ده‌تای برتر جدول بیلبورد ۲۰۰ قرار گرفتند و از طرف انجمن صنعت ضبط موسیقی آمریکا گواهی‌نامهٔ طلا کسب کردند. نخستین آلبوم تک‌خوان او، رقص ستاره‌ها (۲۰۱۳) به صدر جدول بیلبورد ۲۰۰ رسید و تک‌آهنگش، «بیا بگیرش» در رتبهٔ دهم بیلبورد هات ۱۰۰ قرار گرفت. آلبوم‌های بعدی، احیا (۲۰۱۵) و کمیاب (۲۰۲۰)، نیز به جایگاه نخست جدول بیلبورد ۲۰۰ رسیدند. شماری از تک‌آهنگ‌های گومز از جمله «دل اونی رو که بخواد می‌خوادش»، «خوش به حالت»، «همون عشق قدیمی»، «نمی‌تونم خودمو کنترل کنم»، «دیگه با هم حرف نمی‌زنیم» و «اون من نیستم» در جایگاه ده رتبهٔ برتر جدول بیلبورد هات ۱۰۰ ایالات متحده قرار گرفته‌اند. همچنین ترانه «تو را از دست دادم تا خودم را دوست داشته باشم» نخستین تک‌آهنگ گومز است که به صدر جدول بیلبورد هات ۱۰۰ رسید. او در سال ۲۰۲۱ برای ضبط ئی‌پی اسپانیایی‌زبان افشاگری نامزد جایزهٔ گرمی بهترین آلبوم پاپ لاتین شد.
گومز افتخارات گوناگونی کسب کرده است و در سال ۲۰۱۷ از سوی مجلهٔ بیلبورد، زن سال نام گرفت. او ۱۵ رکورد جهانی گینس نیز شکست. مجلهٔ تایم در سال ۲۰۲۰ از او به‌عنوان یکی از ۱۰۰ شخص تأثیرگذار جهان یاد کرد. او دنبال‌کنندگان متعددی در شبکه‌های اجتماعی دارد و در میان زنان دارندهٔ بیشترین دنبال‌کننده در اینستاگرام است. از دیگر فعالیت‌های گومز می‌توان به خط‌های تولید لوازم آرایش، پوشاک، کیف دستی و عطر اشاره کرد. او با سازمان‌های خیریه گوناگونی همکاری کرده است و در ۱۷ سالگی به‌عنوان سفیر یونیسف منصوب شد.

## حرفه

### ۲۰۰۲–۲۰۰۶: اوایل حرفه
گومز به‌طور رسمی نخستین نقش خود را در سال ۲۰۰۲ در نقش جایانا در سریال کودکانهٔ بارنی و دوستان به دست آورد. وی در قسمت شانزدهم این مجموعه بازی کرد و تا سال ۲۰۰۴ در این مجموعه حضور داشت. سلنا بعدها اعلام کرد که سنش باعث خروج او از این مجموعه شده و این مسئله باعث شده بود که او فکر کند که خیلی پیر شده‌است! در سال ۲۰۰۳، وی در اولین فیلم خود کودکان جاسوس: اتمام بازی ایفای نقش کرد. پس از این گومز در تبلیغات زیادی ظاهر شد. در سال ۲۰۰۵، سلنا نقش برجسته‌ای در فیلم تلویزیونی واکر، تگزاس رنجر: محاکمه با آتش داشت (در نقش جولی). در سال ۲۰۰۶، وی به عنوان بازیگر مهمان در یکی از قسمت‌های مجموعهٔ زندگی دنباله دار زک و کودی ایفای نقش کرد. در سال ۲۰۰۷، سلنا در ۳ قسمت از مجموعهٔ دیزنی هانا مونتانا به عنوان بازیگر مهمان در نقش میکایلا (به انگلیسی: Mikayla) بازی کرد که در واقع در این نقش رقیب هانا مونتانا (مایلی سایرس) بود.
در این میان، سلنا در دو قسمت آزمایشی برای شبکه دیزنی ایفای نقش کرد که اولی آروین نام داشت و مشابه مجموعهٔ زندگی دنباله دار و دومی مجموعه‌ای شبیه سریال لیزی مک گیر بود.

### ۲۰۰۷–۲۰۰۹: شروع حرفه خوانندگی

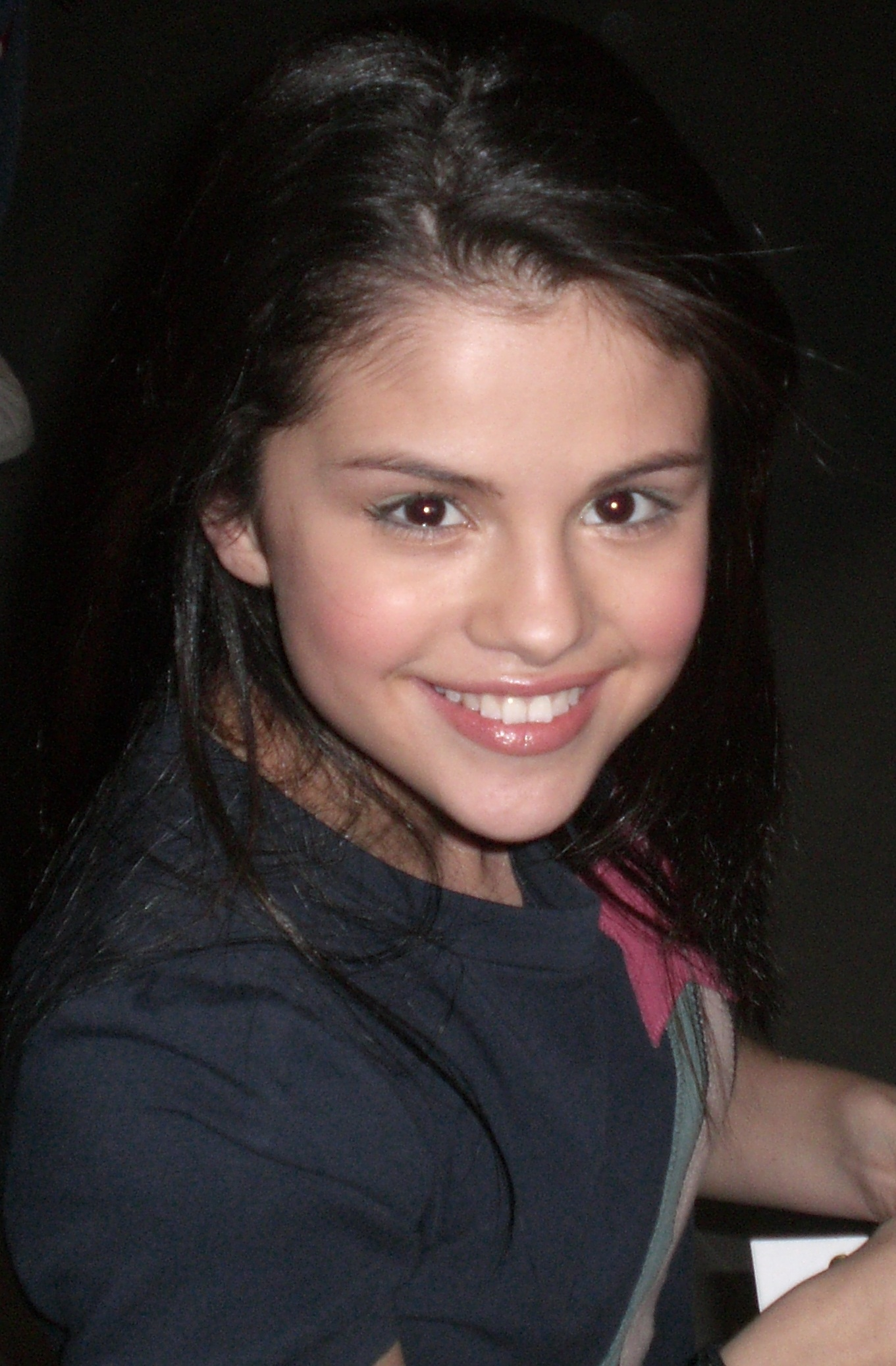
گومز در سال ۲۰۰۷

سلنا گومز در ۱۶ سالگی با هالیوود رکوردز قرارداد امضا کرد. او اولین تک‌آهنگ خود را با نام «هر چیز آن طور که به نظر می‌رسد، نیست»
(Everything Is Not What It Seems) برای مجموعهٔ جادوگران محلهٔ ویورلی منتشر کرد. وی بعد از جدایی از نیک جوناس تمرکزِ خود را بر حرفهٔ موسیقی قرار داد. او آهنگ «کرولا دِ ویل» را برای آلبوم دیزنی مانیا ۶ که شامل بازخوانی‌هایی از ترانه‌های کلاسیک کمپانیِ دیزنی می‌شد اجرا کرد. مدتی بعد وی آهنگِ «پرواز به قلب تو» را برای موسیقی متن انیمیشن تینکر بل خواند. سلنا به عنوان خوانندهٔ مهمان، همکاری‌ای در تک‌آهنگ «وُ آه (من در مقابل همه)» از گروه «ناخوش‌ترین بچه‌ها برای همیشه» داشت که از این آهنگ، به عنوان اولین آهنگ رسمی وی یاد می‌شود. هرچند این آهنگ نتوانست آهنگ بسیار موفقی باشد، اما در رتبهٔ ۷۸ در لیست بیلبورد هات ۱۰۰ ایالت متحدهٔ آمریکا قرار گرفت. وی ۳ آهنگ برای موسیقی متن فیلم یک داستان سیندرلایی دیگر ضبط کرد که یکی از آن‌ها تک‌آهنگ «چیزی به من بگو که نمی‌دانم» بود که بعدها در اولین آلبوم سلنا قرار گرفت و او برای این آهنگ موزیک ویدئو ساخت. آهنگ «چیزی به من بگو که نمی‌دانم» اولین آهنگ سلنا شد که در جدول بیلبورد هات ۱۰۰ در رتبهٔ ۵۸ قرار گرفت. سپس عهده‌دار نقش اصلی اَلکس روسو در مجموعه جادوگران محله ویورلی شد که حضور وی در این مجموعه در سال ۲۰۰۹ سبب شد تا این مجموعه به بیش از ۱۱٫۴ میلیون بیننده در نخستین قسمت خودش دست یابد. در این مجموعه اَلکس و تمامی خانواده اش جادوگرانی هستند که رستورانی در نیویورک دارند و در طول این مجموعه یادمی‌گیرند که چگونه از توانایی‌ها و جادوهایشان به نحوه احسن استفاده کنند. این مجموعه راهی بود که سلنا بتواند تمامی توانایی‌اش در بازیگری را به همه نشان بدهد و از طریق این مجموعه به شهرت رسید. همین‌طور باعث شد تا از طریق بازی در این مجموعه برای جوایز زیادی کاندید شده و جوایز زیادی از جمله: جایزه برگزیده کودکان نیکلودین و جوایز برگزیده نوجوانان را از آن خود کرد. موفقیت این مجموعه نظر بسیاری از منتقدان را جلب کرد و باعث شد تا سلنا را با مایلی سایرس مقایسه کنند. او بعدها به عنوان یکی از «هشت بچهٔ جذاب» از طریق مجلهٔ فوربز انتخاب شد. این مجموعه تا فصل چهارمش و تا سال ۲۰۱۲ پخش شد.
او در سال ۲۰۰۸ شرکت تولیدات رسانه‌ای خودش را با نام July Moon Productions راه‌اندازی کرد. همکاری او در این پروژه با شرکت XYZ Films به گومز این فرصت را داد که حقوق نوشته‌ها را خریداری کند، به استخدام نویسنده‌ها بپردازد و با تشکیل تیم‌های مستعد آن‌ها را به استودیوها معرفی کند. بعداً گفته شد که سلنا دو فیلم توسط این شرکت منتشر خواهد کرد. اولینِ آن فیلم آنچه که پسرها می‌خواهند (What Boys Want) بود که در آن قرار بود سلنا در نفش دختری که می‌تواند افکار مردها را بخواند ظاهر بشود. او همچنین خبر ساخت فیلمی بر اساس رمان سیزده دلیل که چرا را اعلام کرد که در آن قرار بود نقش دختری جوان را که اقدام به خودکشی می‌کند بازی کند؛ هر چند در نهایت این دو پروژه به مرحلهٔ اجرا در نیامد، اما چند سال بعد سلنا در مقام تهیه‌کنندگیِ اجراییِ سریالی که بر اساس همین رمان ساخته شده بود ظاهر شد. در همان سال سلنا عهده‌دار نقش اصلی در فیلم داستان سیندرلایی دیگر شد. سلنا در کنار درو سیلی و در نقش مری سانتیاگو بازی کرد که آرزو داشت یک رقصنده شود. به‌طور کلی از این فیلم برداشت‌های خوبی شد و فیلم نامهٔ این فیلم توانست برندهٔ «جایزهٔ گروه نویسندگان آمریکا» شود. مدتی بعد در همان سال، سلنا عهده‌دار دوبلری نقش «هِلگاً» در فیلم انیمیشن هورتون صدای کسی را می‌شنود! شد. این فیلم یک موفقیت تجاری بود؛ چرا که فروشی نزدیک به ۳۰۰ میلیون دلار در سرار جهان داشت. بعد از این فیلم سلنا در ۳ مجموعه به نام‌های جوناس برادرز: زندگی در رؤیا، بازی‌های شبکه دیزنی و استودیو دی سی: تقریباً زنده حضور یافت.

### ۲۰۰۹–۲۰۱۲: سلنا گومز و سین

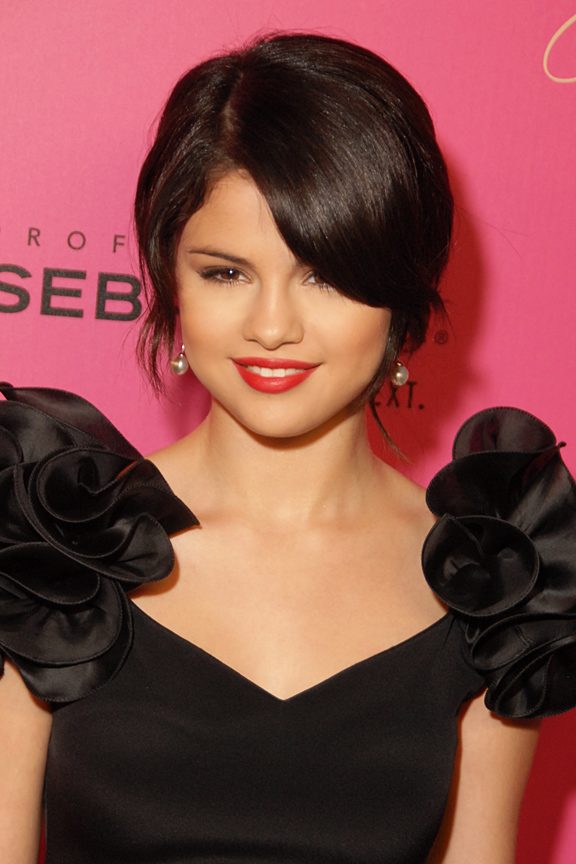
گومز در سال ۲۰۰۹

در سال ۲۰۰۹ سلنا بیشتر به حرفهٔ بازیگری خود پرداخت. وی در نقش «الکس روسو» در فیلم «زندگی دنباله دار بر روی عرشه» ظاهر شد. این فیلم تلفیقی از مجموعه‌های جادوگران محله ویورلی و هانا مونتانا بود و تمامی شخصیت‌های اصلی این دو مجموعه در این فیلم حضور پیدا کردند.
بعدها سلنا به عنوان بازیگر مهمان در مجموعهٔ «سونی به همراه یک شانس» که دوست صمیمی اش «دمی لواتو» نقش اصلی آن را بر عهده داشت، بازی کرد. او دوبلری نقش "شاهزاده خانم سلنا در فیلم «آرتور و انتقام مالتازارد» را بر عهده گرفت. وی همراه با دمی لواتو در فیلم «نقشه محافظت از شاهزاده خانم» که در ماه ژوئن ۲۰۰۹ پخش شد، حضور پیدا کرد. این فیلم، فیلمی بسیار موفق بود و تنها در اولین نمایش خود، ۸٫۵ میلیون بیننده داشت.
در اوت سال ۲۰۰۹ سلنا بازی در فیلم جادوگران محله ویورلی که بر اساس مجموعهٔ این فیلم بود را شروع کرد. این فیلم در اولین پخش خود ۱۱٫۴ میلیون بیننده را به خود اختصاص داد و در جدول پربیننده‌ترین برنامهٔ شبکه دیزنی در رتبهٔ دوم و بعد از نمایش موزیکال دبیرستان ۲ قرار گرفت. همچنین برای دومین سال متوالی برندهٔ جایزه «برنامه کودک برجسته» در ۶۲مین جایزه‌های امی ساعات پربیننده شد.
در سال ۲۰۱۰ سلنا عهده‌دار نقش «بیزوس» در فیلم «رامونا و بیزوس» شد. سلنا اعلام کرد که با بازی کردن در نقش یک بزرگسال مشکلی ندارد و گفت: «من از علایق تماشاچیانم باخبرم و هیچ وقت در نقشی بازی نمی‌کنم که خودم با بازی در آن یا تماشاچیان برای دیدن آن راحت نباشند.» این فیلم برای اولین بار در ۲۳ ژوئیه ۲۰۱۰ پخش و با نظرات مثبت زیادی مواجه شد.
در سال ۲۰۱۱ سلنا در یکی از سه نقش اصلی فیلم مونت کارلو ظاهر شد که یکی از تهیه‌کنندگان آن «نیکول کیدمن» است. وی در این فیلم در نقش گِرِیس دختری که با یک فعّال اجتماعی در سفری به پاریس اشتباه گرفته می‌شود، در کنار «کیتی کسیدی» و «لیتون میستر» بازی کرد. سلنا برای آماده شدن برای این نقش، بازی چوگان را یادگرفت و دو هفته وقت صرف یادگیری دو لهجهٔ متفاوت انگلیسی کرد. این فیلم در تابستان ۲۰۱۱ به روی پرده رفت و تقریباً بعد از یک هفته با ۷٬۶۰۰٬۰۰۰ میلیون دلار فروش رتبهٔ پنجم را به دست آورد. او در همین سال حضوری افتخاری در فیلم ماپت‌ها داشت و با دیزنی در مجموعه‌های So Random و Prankstars همکاری کرد.
در سال ۲۰۱۲ پخش سریال جادوگران محله ویورلی پس از چهار فصل موفق، به‌طور رسمی به پایان رسید. سلنا بر آن بود که خارج از شبکهٔ دیزنی به فعالیت سینمایی خود ادامه بدهد، و همراه با آدام سندلر و استیو بوشمی در انیمیشن هتل ترانسیلوانیا ظاهر شد. این فیلم نخستین نمایش خود را در جشنواره بین‌المللی فیلم تورنتو ۲۰۱۲ پشت سر کجاست و ۲۸ سپتامبر ۲۰۱۲ به اکران عمومی درآمد.
سلنا گومز و دمی لواتو آهنگی به نام «یکی و مشابه» را برای فیلم «برنامه حفاظت از پرنسس» خواندند و مدتی بعد برای این تک‌آهنگ موزیک‌ویدئویی ساختند. این آهنگ در رتبهٔ ۸۲ لیست «۱۰۰ آهنگ پاپ بیلبورد» قرار گرفت.
در سال ۲۰۰۹، وی بعد از امضاء قراردادی با شرکت هالیوود رکوردز شروع به کار بر روی اولین آلبوم خود کرد و اعلام کرد که گروهی به نام سلنا گومز و سین را تشکیل داده‌است. نام گروه به نوعی کنایه‌ای بود به افرادی که لقب wannabe scene را به سلنا گومز داده بودند. scene خرده‌فرهنگی بود در ظاهر و مُد که در آن دوران میان جوانان رواج پیدا کرده بود. این گروه اولین آلبوم خود را با نام «ببوس و بگو» ۲۹ سپتامبر ۲۰۰۹ توسط هالیوود رکودرز منتشر کرد. آلبوم «ببوس و بگو» کار خود را در فهرست بیلبورد ۲۰۰ با رتبهٔ نهم آغاز کرد و در هفتهٔ نخست ۶۶ هزار نسخه کامل از آن به فروش رفت و موفق به دریافت گواهینامه گلد از طرف انجمن صنعت ضبط موسیقی ایالات متحده آمریکا شد. تک‌آهنگ «طبیعی» (Naturally) آلبوم نیز در ۱۵ ژوئیه همان سال نشان پلاتینیوم انجمن صنعت ضبط موسیقی ایالات متحده آمریکا را از آن خود کرد.
این گروه دومین آلبوم خود با نام «سال بی‌باران» را ۲۱ سپتامبر ۲۰۱۰ منتشر کرد که در همان آغاز کار با ۶۶٬۰۰۰ نسخه فروش، رتبهٔ چهارم فهرست بیلبورد ۲۰۰ را در آمریکا کسب کرد. همچنین دو تک‌آهنگ این آلبوم، در رتبه ۴۰ لیست ۱۰۰ آهنگ داغ بیلبورد قرار گرفتند و این آلبوم نیز موفق به دریافت گواهینامه گولد از طرف انجمن صنعت ضبط موسیقی ایالات متحده آمریکا شد.
سومین و آخرین آلبوم سلنا همراه با گروه با نام «وقتی خورشید غروب می‌کند» ۲۸ ژوئن ۲۰۱۱ منتشر شد. این آلبوم رتبهٔ چهارم را در بیلبورد ۲۰۰ به دست آورد و بازخوردهای گوناگونی مواجه گردید. آهنگ «مثل یک ترانه عاشقانه دوستت دارم» رتبه‌های خوبی کسب کرد و موفق به دریافت گواهینامهٔ پلاتینیوم شد. او در سال ۲۰۱۱ پس از بیرون آمدن آلبوم سومش تور خود را به نام «امشب مال ماست» آغاز کرد. سلنا گومز در ژانویه ۲۰۱۲ اعلام کرد که مدتی از حرفهٔ موسیقی به دور خواهد بود، از همین رو فعالیت گروه «سلنا گومز و سین» دچارِ وقفه خواهد شد.

### ۲۰۱۳–۲۰۱۴ خروج از گروه و حرفه انفرادی
بر خلاف اعلام پیشینِ سلنا مبنی بر ایجاد وقفه در فعالیت موسیقی‌اش، او در اکتبر ۲۰۱۲ از کار بر روی آهنگ‌هایی تازه خبر داد. او بعداً تأیید کرد در حال انتشار نخستین آلبوم مستقلش جدای از گروه پیشین خود است. او آهنگ «بیا بگیرش» را به عنوان نخستین تک‌آهنگ این آلبوم ۸ آوریل ۲۰۱۳ منتشر کرد. این قطعه نخستین تک‌آهنگی از او بود که به فهرست ده آهنگ برتر ۱۰۰ آهنگ داغ بیلبورد راه می‌یافت. آلبوم تازه او با نام «رقص ستاره‌ها» ۲۳ ژوئیه ۲۰۱۳ منتشر شد. این نخستین آلبومی از او بود که با ۹۷ هزار نسخه فروش در هفتهٔ اول، کار خود را در فهرست بیلبورد ۲۰۰ با جایگاه نخست آغاز کرد. این اثر در هفته دوم همچنان در فهرست ۱۰ آلبوم برتر باقی ماند، هر چند در هفته‌های بعدی به تدریج تنزل پیدا کرد. این آلبوم از سوی منتقدان با بازخوردهای گوناگونی مواجه گردید. او حرکات نمایشی و شیوه‌های رقص را در اجراهای تبلیغاتی و موزیک‌ویدئوهای این آلبوم بکار گرفت که الهام‌گرفته از هنرمندانی همچون جنت جکسون و بریتنی اسپیرز بودند. تا سپتامبر ۲۰۱۵ این آلبوم ۳۹۲ هزار نسخه در ایالات متحده فروش داشته بود که کم‌فروش‌ترین آلبوم او تاکنون در این کشور به‌شمار می‌رود. این اثر همچنین تنها آلبومی از او است که هیچ گواهینامه‌ای را از انجمن صنعت ضبط موسیقی ایالات متحده آمریکا دریافت نکرد.

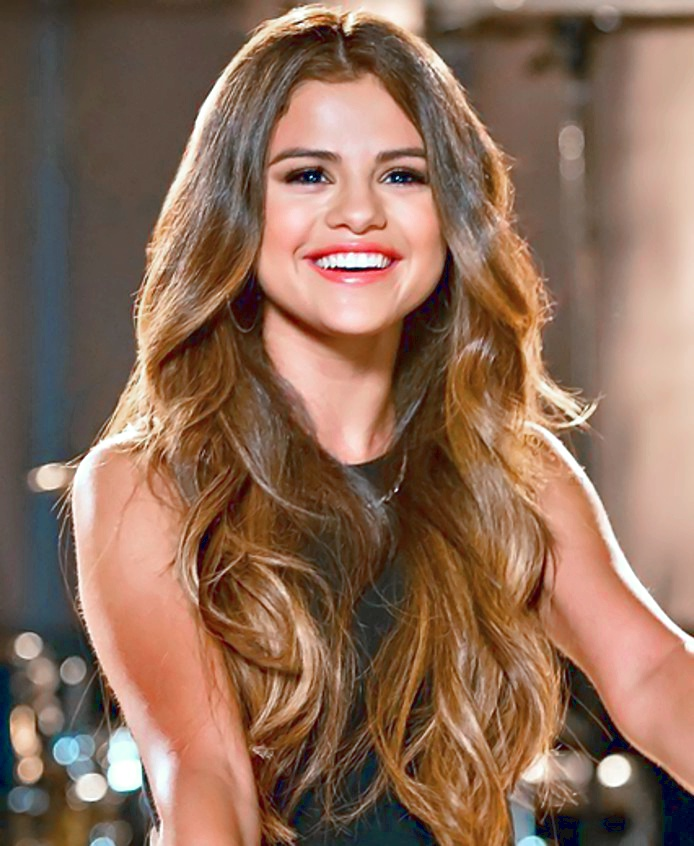
گومز در یک کنسرت که «رقص ستاره‌ها» را تبلیغ می‌کرد؛ سال ۲۰۱۳

سلنا ۱۵ اوت ۲۰۱۳ تور آلبوم «رقص ستاره‌ها» را آغاز کرد. پس از اجرا در اروپا و آمریکا، قرار بر آن بود که این تور در سال ۲۰۱۴ نیز ادامه بیابد، اما اجراهای استرالیا و آسیا در دسامبر ۲۰۱۳ توسط خودِ او لغو شد. در ابتدا دلیلِ لغو گرفتنِ فرجه جهت وقت‌گذرانی با خانواده اعلام شد. ژانویه ۲۰۱۴ گزارش شد که سلنا دو هفته در مرکز درمانی Dawn واقع در meadows بوده‌است؛ مرکز درمانی‌ای که در ویکنبرگ، آریزونا قرار گرفته‌است و اختصاص به درمان اعتیاد و تروما در افراد جوان دارد. بعداً نماینده او اعلام کرد که او در این مرکز «به‌طور داوطلبانه حضور داشته… اما نه بخاطر سوءمصرف مواد». سلنا در ابتدا از ارایهٔ توضیح در این‌باره امتناع ورزید، اما در نهایت در سال ۲۰۱۵ اعلام کرد که در آن دوره در حال درمان بیماریِ خودایمنیِ خود، لوپوس، بوده‌است، و تور خود را لغو کرده تا به شیمی‌درمانی بپردازد.
در آوریل ۲۰۱۴ اعلام شد که سلنا مادر و پدرخوانده‌اش را که از ابتدای فعالیت حرفه‌ای او به عنوان مدیر برنامه‌هایش فعالیت می‌کردند برکنار کرده‌است. سلنا پس از آن با شرکت‌های WME و Brillstein جهتِ مدیریت برنامه‌هایش قرارداد امضا کرد. اخبار مربوط به مدیریت جدید فعالیت‌های او باعث ایجاد شایعاتی مبنی بر پایان گرفتن قرارداد ضبط و پخش او با شرکت هالیوود رکوردز و تلاشش برای پیدا کردن یک شرکت دیگر شد. او به‌طور غافلگیرکننده‌ای آهنگ «دل اونی رو که بخواد می‌خوادش» را ۶ نوامبر ۲۰۱۴ منتشر کرد و پس از ماه‌ها گمانه‌زنی خبر انتشار آلبومی گلچین را به عنوان وسیله‌ای جهت پایان دادن به قراردادش با شرکت هالیوود رکوردز اعلام کرد. این تک‌آهنگ دومین آهنگی از او بود که جزو ده آهنگ برتر فهرست بیلبورد قرار می‌گرفت و در ایالات متحده بیش از یک میلیون نسخه فروش کرد. او نوامبر ۲۰۱۴ نخستین آلبوم گلچین خود با عنوان «برای تو» را منتشر کرد. این آلبوم با بازاریابیِ خوبی همراه نبود و موفقیت تجاری چندانی کسب نکرد، و در هفته اول انتشار در ایالات متحده ۳۵٬۵۰۶ نسخه واحد از آن به فروش رفت و کار خود را در فهرست بیلبورد ۲۰۰ با رتبهٔ ۲۴ آغاز کرد. او در دسامبر ۲۰۱۴ به‌طور رسمی قراردادی را با شرکت اینتراسکوپ رکوردز امضا کرد. سلنا در کنار جیمز فرانکو در فیلم جنجالیِ تعطیلات بهاری ظاهر شد که در مارس ۲۰۱۳ روی پرده رفت. در این فیلم سلنا در نقشی بالغ‌تر از کارهای پیشینش ظاهر شد، و این امر بنا به عقیدهٔ برخی منتقدان «قدری باعث نزولِ او بر سرِ صحنه» شد. در سال ۲۰۱۳ سلنا همراه با ایثن هاوک در فیلم گریز ظاهر شد. این فیلم ۳۰ اوت ۲۰۱۳ بر روی پردهٔ سینماها رفت و از لحاظ هنری و تجاری با شکست مواجه شد و باعثِ نامزدیِ سلنا در سی و چهارمین دوره جوایز تمشک طلایی گردید. او همچنین در این سال در اپیزود ویژهٔ سریال «جادوگران محلهٔ ویورلی» به نام «بازگشت جادوگران: الکس در برابر الکس» (The Wizards Return: Alex vs. Alex) حضور پیدا کرد.
سلنا در سال ۲۰۱۴ همراه با دیلان مک‌درموت و نات وولف در فیلم «بدکرداری» (Behaving Badly) ظاهر شد. این پروژه که سال ۲۰۱۳ فیلمبرداری شده بود، اوت ۲۰۱۴ به نمایش درآمد و با بازخورد تجاری و هنری عموماً منفی‌ای روبه‌رو گردید. پس از آن در فیلم «زاوراه» (Rudderless) که در آن ویلیام اچ میسی نخستین کارگردانی خود را تجربه می‌کرد، حضور یافت. این فیلمِ مستقل با بازخوردهای گوناگونی از سوی منتقدان مواجه شد.

### سال ۲۰۱۵–۲۰۱۷: احیا و همکاری‌ها
در سال ۲۰۱۵ سلنا در ضمن کار بر روی دومین آلبوم استودیویی خود «احیا»، همکاری‌ای نیز با آهنگساز زد داشت که آهنگ «می‌خواهم که بدانی» حاصل این همکاری بود. این قطعه به عنوان نخستین تک‌آهنگِ دومین آلبومِ زد ۲۳ فوریه منتشر شد. این آهنگ چهارمین تک‌آهنگ سلنا بود که در فهرست ۱۰۰ آهنگ داغ بیلبورد جزو ۲۰ تای اول قرار می‌گرفت، و گواهینامهٔ پلاتین را از انجمن صنعت ضبط موسیقی ایالات متحده آمریکا دریافت کرد. در ۲۲ ژوئن سلنا آهنگ «خوب برای تو» (Good for You) را به عنوان نخستین تک‌آهنگ آلبوم جدید خود منتشر کرد. رپر «ASAP Rocky» در این قطعه با او همکاری کرد. این اثر نخستین تک‌آهنگی از او بود که در فهرست ۱۰۰ آهنگ داغ بیلبورد جزو ۵ تای اول در آمریکا قرار می‌گرفت؛ در هفته اول ۱۷۹ هزار نسخه از آن به فروش رفت و نخستین آهنگی از او شد که در فهرست Mainstream Top 40 در ردهٔ اول قرار می‌گرفت.

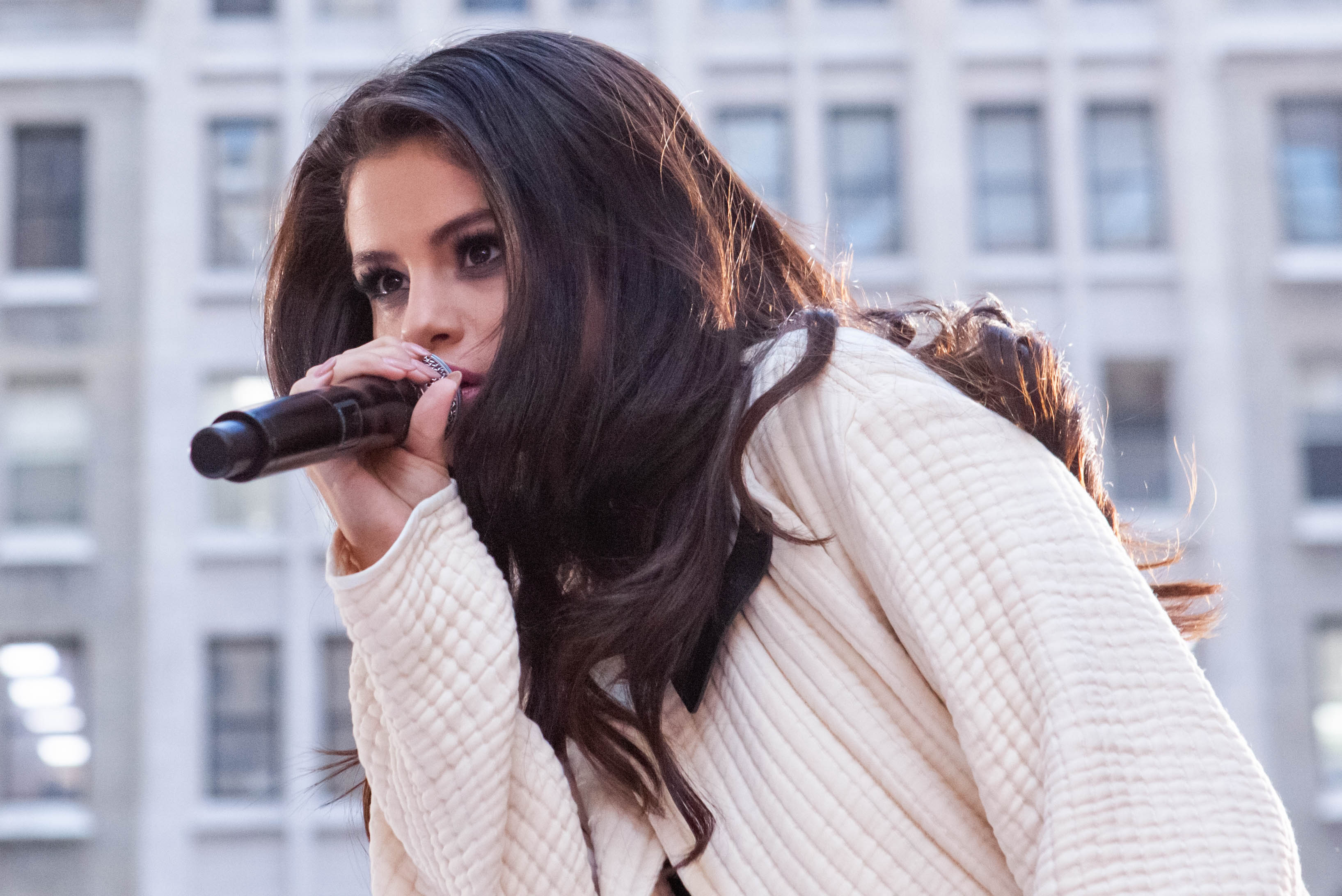
گومز در حال اجرا در تودی شو در سال ۲۰۱۵

آلبوم «احیا» ششمین آلبوم و دومین آلبوم استدیوییِ مستقل از سلنا گومز است که در ۹ اکتبر ۲۰۱۵ توسط این خواننده منتشر شد. این آلبوم با بازخوردهای مثبتی از سوی منتقدان روبه‌رو گردید و ساختار و مضمون ترانه‌های آن مورد ستایش قرار گرفت. این آلبوم با فروش ۱۱۷ هزار نسخهٔ کامل در هفتهٔ نخست، کار خود را در فهرست بیلبورد ۲۰۰ با رتبهٔ یک آغاز کرد. این رقم تا آن موقع بالاترین میزان فروش هفتهٔ اول در میان آثار سلنا بود. این آلبوم توسط استودیو اینتراسکوپ رکوردز منتشر شد. آهنگ «همان عشق قدیمی» (Same Old Love) که به عنوان دومین تک‌آهنگ این آلبوم منتشر شده بود، در فهرست Mainstream Top 40 در جایگاه نخست قرار گرفت. بهترین رتبهٔ این آهنگ در فهرست ۱۰۰ آهنگ داغ بیلبورد جایگاه پنجم بود که که آن را هم‌تراز با آهنگ «خوب برای تو» (Good for You) که پیشتر در همین جایگاه قرار گرفته بود قرار داد. سومین تک‌آهنگ این آلبوم به نام «دست‌ها را پیش خودم» (Hands to Myself) سومین آهنگ پیاپی‌ای از این آلبوم بود که در فهرست Mainstream Top 40 در جایگاه نخست قرار می‌گرفت؛ و از این لحاظ او به عنوان یکی از شش هنرمند زنی که سه آهنگ از آلبومی یگانه را در جایگاهِ نخست این فهرست داشته‌اند شناخته شد. در اوت ۲۰۱۵ سلنا همراه با شماری دیگر از هنرمندان راوی بخشی از مستند «اتحاد» (Unity) شد. او در انیمیشن هتل ترانسیلوانیا ۲ نیز در نقش mavis به صداپیشگی پرداخت که در ۲۵ سپتامبر ۲۰۱۵ روی پرده رفت. این فیلم با نقدهای مثبتی مواجه شد و در گیشه نیز موفقیتی تجاری را به همراه داشت. سلنا همچنین در این سال حضوری افتخاری در فیلم رکود بزرگ داشت که ۱۱ دسامبر توسط کمپانی پارامونت پیکچرز به کران عمومی درآمد. هم‌بازی او در این فیلم ریچارد تیلر که به عنوان پدر اقتصاد رفتاری شناخته می‌شود و همچون سلنا حضوری افتخاری در این فیلم داشت، برندهٔ جایزه نوبل اقتصاد سال ۲۰۱۷ شد. او در ۲۳ ژانویه ۲۰۱۶ در اپیزودی از برنامه پخش زنده شنبه شب به میزبانی روندا رزی حاضر شد.
سلنا از ۶ می ۲۰۱۶ تور آلبوم احیا را آغاز کرد. او بیان کرد که این تور بیشتر بر شخص خودِ او به عنوان هنرمندِ مجری تمرکز دارد و رقص گروهی و حرکات نمایشی و تأثیرات تور پیشین کمتر در آن دخیل است. سلنا در حینِ اجرای تور آلبوم «احیا»، کار بر روی آلبوم تازهٔ خود را نیز آغاز کرده بود. او در فهرست اجرای تور خود، آهنگی تازه با عنوان «من را احساس کن» (Feel Me) را نیز اضافه کرد بود، که در نهایت ۹ ماه پس از اولین اجرای زندهٔ آن توسط سلنا، در ژانویهٔ ۲۰۱۷ به‌طور غیرِ رسمی به بیرون درز کرد. آلبوم تازهٔ او که نام و تاریخ انتشارش هنوز مشخص نشده‌است، دومین آلبوم از او خواهد بود که توسط شرکت اینتراسکوپ رکوردز منتشر خواهد شد. سلنا پس از اجرا در آمریکای شمالی، آسیا و اقیانوسیه، ادامهٔ تور آلبوم احیای خود را در اروپا و آمریکای جنوبی به دلیل اضطراب و حملات هراس و افسردگی ناشی از بیماری لوپوس خود لغو کرد.
سلنا پس از این غیبتِ طولانی‌مدت ۲۰ نوامبر ۲۰۱۶ در مراسم جوایز موسیقی آمریکا حضور پیدا کرد؛ مراسمی که در آن نامزد دریافت دو جایزهٔ «هنرمندِ محبوبِ پاپ/راک زن» و «هنرمندِ سال» بود و در نهایت جایزهٔ «هنرمند محبوب پاپ/راک زن» را از آن خود کرد. سخنرانی احساسی او در این مراسم بازتاب گسترده‌ای در رسانه‌ها داشت. او پس از دریافت جایزه گفت:
«در سال ۲۰۱۴ این صحنه اولین جایی بود که من با خود واقعیم و صد در صد صادقانه با شما روبه‌رو شدم. فکر می‌کنم که پر بی‌راه نباشد اگر بگوییم خواهی نخواهی اکثر شما خیلی چیزها را دربارهٔ زندگی من می‌دانید؛ من باید توقف می‌کردم، چون همه‌چیز داشتم اما از درون شکسته و داغون بودم؛ و تا جایی که شما را مأیوس نکنم سعی کردم ادامه بدهم؛ اما آنقدر زیاد دوام آوردم و همچنان ادامه دادم که از خودم غافل شدم. من نمی‌خواهم که جسم و بدنتان را در اینستاگرام ببینم، می‌خواهم که آن چیزی را که اینجاست (در سینه‌تان) ببینم. قصدم این نیست که کسب اعتباری کرده باشم، و نه اصلاً دیگر به چنین چیزی نیاز دارم. تمام آن چیزی که از صمیم قلب می‌توانم بگویم این است که واقعاً قدردان این هستم که به من این فرصت داده شده تا بتوانم آنچه را که در هر روز بخصوصی از زندگی‌ام دوست دارم با افرادی که دوستشان دارم تقسیم کنم؛ و از همین‌جا باید به هوادارنم بگویم خیلی خیلی ممنون؛ شماها بدجور وفادار هستید و واقعاً نمی‌دانم چکاری باید انجام بدهم که شایسته شما باشد. اگر شکسته هستید، نبایستی شکسته باقی بمانید.»

قطعهٔ «ما دیگه با هم حرف نمی‌زنیم» که حاصل همکاری او با چارلی پوث در سال ۲۰۱۶ می‌باشد، به ده آهنگ برتر چارت صد آهنگ داغ راه یافت. او در سال ۲۰۱۶ در فیلم «همسایه‌ها ۲: انجمن خواهری برمی‌خیزد» به ایفای نقشی پوششی در جایگاه رئیس یک انجمن خواهری پرداخت. سلنا در همین سال در درام «اصول مراقبت» در کنار پل راد ظاهر شد؛ این فیلم نخستین نمایش خود را ۲۹ ژانویهٔ ۲۰۱۶ در «جشنواره فیلم ساندنس» تجربه کرد و در نهایت در ۲۴ ژوئن همان سال منتشر و با بازخوردهای گوناگونی مواجه شد. او همچنین در فیلم سینمایی «در نبردی مشکوک» ساختهٔ جیمز فرانکو نقش‌آفرینی کرد. این فیلم نخستین نمایش خود را ۳ سپتامبر ۲۰۱۶ در «جشنواره فیلم ونیز» تجربه کرد و در نهایت ۱۷ فوریهٔ ۲۰۱۷ به اکران عمومی درآمد.
سلنا تهیه‌کنندهٔ اجرایی سریال «سیزده دلیل که چرا» که اقتباسی است از رمانی با همین نام، بوده‌است. او نخستین تریلر این مجموعه را ۲۵ ژانویهٔ ۲۰۱۷ در رسانه‌های اجتماعی خود منتشر کرد. این سریال سر موعدی که او اعلام کرده بود یعنی ۳۱ مارس ۲۰۱۷، در نت‌فلیکس منتشر شد. او به‌طور رسمی در اینستاگرام خود یکشنبه ۷ می ۲۰۱۷ اعلام کرد که «قصهٔ آن‌ها به سر نرسیده. فصل دوم «سیزده دلیل که چرا» در راه است.» سلنا در سپتامبر ۲۰۱۷ در جدیدترین فیلم وودی آلن به نام «یک روز بارانی در نیویورک» که قرار است در سال ۲۰۱۸ منتشر شود حضور پیدا کرد. او در مصاحبه‌ای با مجله بیلبورد بیان کرد که برای به دست آوردن این نقش چندین بار امتحان داده، تا در نهایت با تلاش بسیار این نقش را کسب کرده‌است.

### ۲۰۱۷–۲۰۲۰: تک‌آهنگ‌ها و کمیاب
در ۹ فوریه سال ۲۰۱۷ کیگو آهنگساز نروزی موسیقی رقص الکترونیک دمویی از اثر مشترک خود با سلنا گومز را منتشر کرد. هر دو هنرمند در ۱۳ فوریه از طریق رسانه‌های مجازی خود به‌طور رسمی نام این اثر را که «اون من نیستم» می‌باشد، اعلام کردند. این قطعه در نهایت در ۱۶ فوریه ۲۰۱۷ منتشر شد. «اون من نیستم» تک‌آهنگِ اصلیِ آلبومِ دومِ کیگو به‌شمار می‌رود که قرار است به زودی منتشر شود. این قطعه در نهایت در قالب آلبوم چندآهنگه کیگو به نام «خیره به ستاره‌ها» (Stargazing) ۲۲ سپتامبر ۲۰۱۷ منتشر شد.
سلنا مارس ۲۰۱۷ کاوری از آهنگ «فقط تو» (Only You) از گروه «یازو» (Yazoo) در دههٔ هشتاد را به عنوان بخشی از موسیقیِ متنِ سریالِ «سیزده دلیل که چرا» منتشر کرد. او همچنین نسخه‌ای آکوستیک از آهنگ پیشین خود «با مهربانی آنها را بکش» (Kill Em With Kindness) را نیز برای موسیقی متن این سریال تدارک دید.
سلنا ۵ می ۲۰۱۷ شمارش معکوسی را وب‌سایت رسمی خود قرار داد که به تاریخ ۱۸ می ختم می‌شد. او در ۱۱ می‌به گمانه‌زنی‌هایی که این تاریخ را زمانِ انتشارِ تک‌آهنگی تازه از او می‌دانستند مهرِ تأیید زد و مشخص شد که نام این تک‌آهنگ تازه «دروغگوی بد» است. است. این قطعه در نهایت ۱۸ می ۲۰۱۷ به همراه موزیک‌ویدئوی آن که اختصاصاً در اسپاتیفای قابل مشاهده بود، منتشر شد. ۱۴ ژوئن ۲۰۱۷ موزیک‌ویدئوی دیگری از این قطعه با ساختاری حرفه‌ای‌تر به کارگردانی جسی پرتز منتشر گردید. جاستین ترانتر دوستِ همکارِ سلنا و از آهنگسازان این قطعه دربارهٔ آن این‌طور می‌گوید که: «این ترانه مربوط به موقعی هست که شما نسبت به کسی حسّی به دست می‌آورید اما نمی‌خواهید آن را قبول کنید و طرفی هم نمی‌توانید وانمود کنید وجود ندارد، به همین خاطر تبدیل می‌شوید به یک "دروغگوی بد"».
۱۳ ژوئیه ۲۰۱۷ تک‌آهنگی از او با نام «فتیش» که با همکاری رپر گوچی مین تولید شده بود منتشر شد. او دو موزیک‌ویدئو برای این قطعه به کارگردانی دوست عکاس و هنرمند خود پترا کالینز یکی در زمان رونماییِ آن و دیگری در ۲۶ ژوئیه ۲۰۱۷ منتشر کرد.
۱۹ اکتبر ۲۰۱۷ سلنا گومز و مارشملو تهیه‌کننده موسیقی الکترونیک خبر از همکاری‌شان در آهنگی تازه به نام «گرگ‌ها» دادند؛ این قطعه ۲۵ اکتبر منتشر شد.
سلنا در اکتبر ۲۰۱۷ در مصاحبه‌ای با «اپل موزیک» بیان کرد که امسال و پارسال مشغول ضبط قطعات تازه بوده، و هم‌اکنون به اندازه دو آلبوم کامل آهنگ منتشرنشده دارد. او گفت که در آلبوم تازه‌اش که به زودی منتشر می‌شود سعی دارد آثاری پرمحتواتر که همواره دغدغه او بوده‌است ارائه بدهد. او ۱۱ دسامبر ۲۰۱۷ در مصاحبه‌ای با رادیو بی‌بی‌سی ضمن تأیید اخبار مربوط به انتشار آلبوم تازه‌اش در سال ۲۰۱۸، گفت: «من تمام قلب و احساسم را روی موسیقی‌ام می‌گذارم… در سال گذشته حقیقتاً قضیه برای من رتبه در چارت‌ها و آمار و ارقام نبود؛ قضیه اصلی بیشتر آن چیزی بود که می‌توانم به‌طور خلاقانه برای موسیقی‌ام انجام بدهم.»
سلنا در سال ۲۰۱۷ جایزهٔ «زن سال» را در مراسم جایزه موسیقی بیلبورد دریافت کرد. همچنین آهنگ «دروغگوی بد» او در فهرست ۱۰۰ آهنگ برتر بیلبورد در سال ۲۰۱۷ رتبه نخست را کسب کرد.
در ماه‌های ابتداییِ سالِ ۲۰۱۸ اعلام شد که گومز صداپیشگیِ شخصیّتی در انیمیشنِ «سفرهای دکتر دولیتل» به کارگردانی استیون گیگان را که قرار است ۲ آوریل ۲۰۱۹ منتشر شود بر عهده خواهد داشت. او همچنین بارِ دیگر در سری انیمیشن‌های هتل ترانسیلوانیا و این بار «هتل ترانسیلوانیا ۳: تعطیلات تابستانی» که قرار است سال ۲۰۱۸ منتشر شود به صداپیشگی خواهد پرداخت. در این سال همچنین فصل ۲ سریال «۱۳ دلیل که چرا» که فصل اول آن آوریل ۲۰۱۷ رونمایی شده بود به تهیه‌کنندگیِ اجراییِ سلنا گومز منتشر شد.
سلنا گومز ۱۰ می ۲۰۱۸ تک‌آهنگ «برگشتن به تو» (Back to You) را به عنوان بخشی از موسیقی متن فصل دوم سریال «سیزده دلیل که چرا» منتشر کرد. موزیک‌ویدئوی رسمی این قطعه ۵ ژوئن ۲۰۱۸ منتشر شد. دی جی اسنیک در ۲۸ سپتامبر ۲۰۱۸ آهنگ «تاکی تاکی» را با همکاری اوسونا، کاردی بی و سلنا گومز منتشر کرد، ۲۴ ژانویه ۲۰۱۹ آهنگ «اضطراب» (Anxiety) با همکاری جولیا مایکلز و سلنا منتشر شد و در ۲۸ فوریه همان سال بنی بلانکو آهنگ «ازت سیر نمی شم» (I Can't Get Enough) را با همکاری تینی، جی بالوین و سلنا منتشر کرد.

### ۲۰۲۰–اکنون:کمیابوافشاگری
در ۲۳ اکتبر ۲۰۱۹، گومز ترانه «تو را از دست دادم تا خودم را دوست داشته باشم» به عنوان تک‌آهنگ آغازین سومین آلبوم استودیویی‌اش به نام کمیاب (۲۰۲۰) را منتشر کرد. روز بعد او دومین تک‌آهنگ آلبوم به نام «حالا نگاهش کن» را به‌صورت سوپرایزی منتشر کرد. «تو را از دست دادم تا خودم را دوست داشته باشم» به نخستین تک‌آهنگ شمارهٔ یک گومز در جدول ایالات متحده تبدیل شد و در تاریخ ۹ نوامبر ۲۰۱۹ به سرعت از شمارهٔ ۱۵ در برترین جایگاه ۱۰۰تای داغ بیلبورد قرار گرفت. آلبوم کمیاب در ۱۰ ژانویه ۲۰۲۰ منتشر شد و با نظرات مثبت منتقدان همراه بود. این آلبوم در بالاترین جایگاه بیلبورد ۲۰۰ آغاز به کار کرد و سومین آلبوم شمارهٔ یک پیاپی او شد. در اواخر همان ماه، او در فیلم ماجراجویی دولیتل به کارگردانی استیون گیگان صداپیشگی زرافه را کرد. در ماه مه اعلام شد که گومز میزبان و تهیه‌کننده برنامه آشپزی سلنا + سرآشپز از اچ‌بی‌او مکس خواهد بود که در آن گومز قسمت‌های مختلف از دنیاگیری کووید ۱۹ از راه دور با سایر آشپزها همراه می‌شود. هر قسمت از برنامه یک مؤسسه خیریه مرتبط با غذا را مورد توجه قرار می‌دهد. این برنامه در ۱۳ اوت ۲۰۲۰ پخش شد.
در ماه ژوئن، گومز در یک ریمیکس از ترانه «زندگی گذشته» ترور دنیل حضور یافت. در ماه آگوست، گومز با گروه دخترانهٔ کره جنوبی بلک‌پینک برای ترانه «بستنی» همکاری کرد؛ این ترانه دومین تک‌آهنگ از نخستین آلبوم استودیویی کره‌ای زبان بلک‌پینک به نام آلبوم است. در اواخر همان ماه، اعلام شد که گومز در مجموعه کمدی تنها کشتار درون ساختمان از هولو در کنار استیو مارتین و مارتین شورت بازیگر و تهیه‌کنندهٔ اجرایی خواهد بود. در ژانویه ۲۰۲۱، گومز تک‌آهنگ‌های «یک‌بار» و «با من برقص» را از نخستین ئی‌پی اسپانیایی‌زبان خود به نام افشاگری را منتشر کرد. این ئی‌پی در ۱۲ مارس ۲۰۲۱ منتشر شد.

## زندگی شخصی

### اوایل زندگی
سلنا گومز در گرند پریری، تگزاس به‌دنیا آمد. مادر گومز، آماندا داون «مندی» تیفی (که دارای سابقهٔ بازیگری نیز بوده) وی را در سن شانزده سالگی به‌دنیا آورد. پدر وی «ریکاردو گومز»، وی را سلنا نامید. آن‌ها خانواده فقیری بودند. گفته می‌شود گران‌ترین غذای‌شان یک بسته ماکارونی بوده که نگه داشته می‌شده تا در مراسمی خاص مصرف شود. مادر سلنا که فرزندخواندهٔ یک خانواده بود، اصلیتی ایتالیایی و پدر او اصلیتی مکزیکی دارد. سلنا در مورد فرهنگ اسپانیایی خود گفته:
«خانوادهٔ من همگی جشن کینسه‌آنیرا داشته‌اند و ما به کلیسا می‌رویم. ما تمامی کارهای‌مان را بر حسب مذهب کاتولیک انجام می‌دهیم و هیچ سنت خاصی نداریم به غیر از رفتن به پارک و داشتن یک مهمانی باربیکیو بعد از رفتن به کلیسا در یک‌شنبه‌ها.»
هنگامی که سلنا پنج‌ساله بود، مادر و پدرش از هم جدا شدند و او در کنار مادرش بزرگ شد. در سال ۲۰۰۶، مندی (مادر سلنا) برای دومین بار با شخصی به نام برایان تیفی ازدواج کرد و حاصل این ازدواج تولد خواهر ناتنی سلنا، گرسی الیوت در ۱۲ ژوئن ۲۰۱۳ بود.
در مدرسه، سلنا قربانی زورگویی‌های متعددی بوده‌است. او در مورد آن دوران گفته‌است:
«من در هر ثانیه از روز در مدرسهٔ ابتدایی مورد اذیت و آزار قرار می‌گرفتم. بدیهی است که بعضی از مردم می‌خواهند شما را تحقیر کنند و پایین بکشند؛ اما در نهایت، شما را از طریقی دیگر قوی‌تر می‌سازند.» بعدها اضافه کرد: «من هیچ‌وقت در مدرسه بچه معروفی نبودم و فقط دو دوست داشتم. دوران مدرسه مثل یک دوران ناجور و افتضاح در زندگی‌تان است! من هیچ‌گاه در مدرسه اعتمادبه‌نفس نداشتم.»
در مه ۲۰۱۰، سلنا دیپلم خود را از طریق تحصیل در منزل کسب کرد.

### روابط
از سال ۲۰۰۸ تا ۲۰۱۰، گومز با ستارهٔ دیزنی، بازیگر و خواننده نیک جوناس رابطه داشت که باعث حضور گومز در آهنگی از جوناس برادرز به نام «بسوزانش» شد؛ اما در سال ۲۰۰۹ این زوج رابطه‌شان را بهم زدند. پس از اتمام این رابطه و در همان سال گومز شروع به قرار گذاشتن با ستارهٔ سینمایی تیلور لاتنر کرد که این رابطهٔ ناموفق نیز پس از چند ماه به پایان رسید.
او از دسامبر ۲۰۱۰ شروع به قرار گذاشتن با خوانندهٔ کانادایی جاستین بیبر کرد. در ۲۷ فوریه ۲۰۱۱، همراه با او در جشن اسکار ونتی فر حضور یافت و پس از چندین ماه گمانه‌زنی رابطهٔ عاشقانه بین این دو نفر تأیید شد. این زوج به سرعت مورد توجه بسیاری از رسانه‌ها قرار گرفتند و توسط آن‌ها به «جلنا» (ج برگرفته از «جاستین» و لنا برگرفته از «سلنا») معروف شدند. گومز و جاستین پس از قهر و آشتی‌های بسیار در نهایت در سال ۲۰۱۴ از هم جدا شدند.
در زمستان ۲۰۱۵، شایعات ناشی از این بود که گومز و دیجی زد با یکدیگر رابطهٔ عاشقانه دارند. آن‌ها در مکان‌های عمومی دست یکدیگر را می‌گرفتند و در شبکه‌های اجتماعی، تصاویر جالب از یکدیگر می‌گذاشتند. در ژوئن ۲۰۱۵، دیپلو در یک مصاحبه به خبرنگاران گفت رابطهٔ گومز و دیجی زد تقلبی است. پس از آن، در یک شو تلویزیونی دربارهٔ نظر دیپلو از گومز سؤال شد و گومز گفت: «دیپلو فکر می‌کند دربارهٔ زندگی شخصی من زیاد می‌داند. اما در اشتباه است. من زد را تحسین می‌کنم و قطعاً من و دیجی زد با یکدیگر رابطه‌ای داشته‌ایم و این رابطه برای من خاص بوده است.»
گومز از ابتدای سال ۲۰۱۷ شروع به قرار گذاشتن با خوانندهٔ کانادایی د ویکند کرد. این دو نخستین حضور رسمی‌شان را با یکدیگر در مراسم «مت گالا» (Met Gala) تجربه کردند. آن‌ها در اکتبر ۲۰۱۷ پس از ده ماه دوستی از یکدیگر جدا شدند. گومز از آن زمان بار دیگر با بیبر در مکان‌های مختلف دیده شد هرچند که این زوج برای بار دیگر در ماه مارس ۲۰۱۸ از یکدیگر جدا شدند. در دسامبر ۲۰۲۳، گومز تأیید کرد که با بنی بلانکو، تهیه‌کنندهٔ موسیقی آمریکایی، رابطه دارد. آن‌ها نامزدی خود را در ۱۱ دسامبر ۲۰۲۴ رسماً اعلام کردند.

### بیماری
سلنا گومز از سال ۲۰۱۳ با بیماری لوپوس و عوارض جسمی و روانی آن دست و پنجه نرم می‌کند. او به همین دلیل در سال ۲۰۱۳ تور آلبوم «رقص ستارگان» را لغو کرد و در سال ۲۰۱۵ به‌طور رسمی بیماری خود را تأیید کرد. او در سال ۲۰۱۶ نیز به دلیل عوارض روانی و جسمی این بیماری مجبور به لغو تور آلبوم «احیا» گردید. او در اوت ۲۰۱۷ در مصاحبه‌ای با مجلهٔ Instyle دربارهٔ این دوران گفت که:
«پارسال تور خودم را با نام Revival (احیا) را لغو کردم و برای ۹۰ روز از فضای کارم دور شدم؛ این بهترین کاری بود که تا الان می‌توانستم انجام داده باشم. نه تلفنی و نه هیچ چیز دیگری همراهم نبود و حالِ نگران و مضطربی داشتم. اما در هر صورت دوران فوق‌العاده‌ای بود و چیزهای زیادی ازش یادگرفتم… آنجا در یک منطقه ییلاقی بودم و هیچ وقت به درست کردنِ موهایم نپرداختم. مدتی در اسب‌درمانی شرکت کردم که خیلی خوب و عالی بود؛ و خب البته خیلی هم سخت. اما خب می‌دانستم دقیقاً چه حسی دارم و با خودم فکر می‌کردم «بسیار خب، فکر می‌کنم این کار به من کمک کرده‌است که در برابر سایرین قوی‌تر باشم».»
 سلنا چند ماه بعد در ۱۴ سپتامبر ۲۰۱۷ خبر از عمل پیوند کلیه خود به دلیل عوارض ناشی از این بیماری و جهتِ بهبود سلامت عمومی‌اش داد. فرانسیا رائیسا بازیگر آمریکایی که از دوستان او به‌شمار می‌رود، کلیه خود را به سلنا اهدا کرد. او در مصاحبه‌ای که همراه با فرانسیا رائیسا در شبکه ان‌بی‌سی داشت، از این واقعه به عنوان یک موقعیت «مرگ و زندگی» یاد کرد و از فرانسیا به عنوان کسی که می‌توان گفت جان او را نجات داده نام برد. در حالت معمول پزشک‌ها زمانی حدود ۷ تا ۱۰ سال را برای پیدا شدن یک اهداکنندهٔ مناسب تخمین می‌زدند، اما اینکه دوست صمیمی سلنا و هم‌خانه او در آن برههٔ زمانی همه شرایط لازم را برای پیوند داشته، از سوی سلنا به عنوان امری «باورنکردنی و فوقِ تصور» توصیف شد. او در این مصاحبه دربارهٔ این دوران این‌طور سخن گفت که:
«نمی‌خواهم که مردم تصور کنند آنچه بر من و فرانسیا گذشت چیز بدی بوده؛ این موضوع دربارهٔ هر چیز دیگری هم در زندگی من صدق می‌کند، چون فکر می‌کنم در نهایت تمام موقعیت‌ها و شرایطی که با آن‌ها مواجه می‌شوم باعث ساخته شدن من و شکل‌دادن به تمام آن چیز که الان هستم می‌شوند. این چیز واقعاً زیبایی است و آن را همیشه می‌باید به خودم گوشزد کنم. خلاصه اینکه این یک تجربه منفی نبود.»

### زندگی حرفه‌ای
در سال ۲۰۰۹ در مصاحبه‌ای با پیپل گومز ذکر کرد که با دیدن آماده شدن مادرش برای بازی در تئاتر، وی به بازیگری علاقه‌مند شد. در یک تست بازیگری برای یک مجموعه، سلنا دمی لواتو را در حالی که برای دادن تست برای همان مجموعه آمده بود، ملاقات کرد. این دو بعدها به دوستان صمیمی تبدیل شدند و با هم در فیلم‌های مشترکی نقش ایفا کردند.
جلد مجلهٔ تایم شمارهٔ ۱۸ سپتامبر ۲۰۱۷ به سلنا گومز اختصاص یافت. این مجله سلنا را به عنوان یکی از ۴۶ زنِ تأثیرگذار که در حال تغییر جهان هستند در قالب پروژهٔ «اولین‌ها» ی خود انتخاب کرد. او به عنوان «نخستین فردی که به ۱۰۰ میلیون دنباله‌کننده در اینستاگرام دست یافته‌است» معرفی شده‌است.
در ۱۱ دسامبر ۲۰۱۷ در مصاحبه‌ای با رادیو بی‌بی‌سی بیان کرد که: «بعد ۲۰ سال فعالیت احساس می‌کنم که می‌توانم به آن نوع موسیقی که واقعاً دغدغه خودم است بپردازم… می‌دانید جنبهٔ عجیب و غریب قضیه کجاست؟ خیلی از اوقات احساس می‌کنم که هنوز واقعاً شروع نکرده‌ام. خیلی وقت است که به این کار مشغول بوده‌ام اما خب دوره‌هایی در زندگی‌تان وجود داشته - دهه بیست سالگی و بزرگ شدنتان - که گیج‌کننده و آشفته‌است: همیشه با آدم‌های بیشتری روبه‌رو می‌شوید که پیشتر با آن‌ها رابطه نداشته‌اید.»

## فعالیت تبلیغاتی

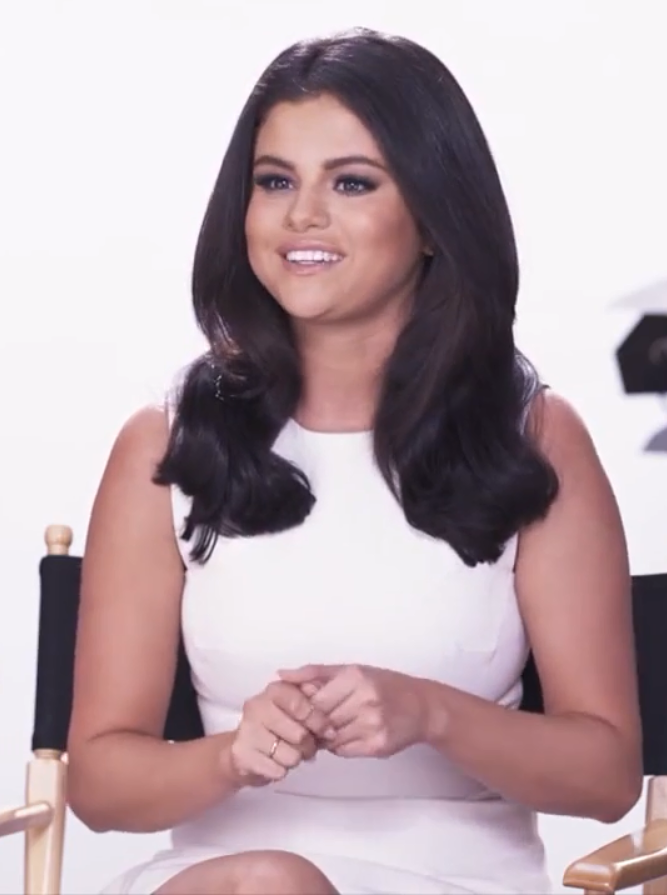
گومز در سال ۲۰۱۵ در حال تبلیغ برند موی پانتین

سلنا بخشی از «مد بازگشت به مدرسه» کمپین تبلیغاتی «سیزر» بوده و به همین خاطر در تبلیغات تلویزیونی برجسته بود. وی همچنین سخنگویی برای «شیر بردن» بود و در تبلیغات تلویزیونی این کمپین شناخته شده‌است. سلنا همچنین سخنگویی برای «بیمه کشاورزی دولت» بود و به همین منظور در تبلیغات تلویزیونی متعددی برای این گروه ظاهر شد.
۱۴ ژوئیه ۲۰۱۱ اعلام شد که سلنا با شرکت آدرِنالینا (Adrenalina) که برندی در حوزهٔ ورزش‌های مخاطره‌آمیز و سبک زندگی ماجراجویانه است قراردادی جهت تولید و پخش عطر شخصی‌اش را امضا کرده‌است. ایلیا لکاچ (Ilia Lekach) رئیس و سئوی شرکت آدرنالینا در این باره بیان کرد که: «ما حقیقتاً از همکاری با خانم گومز خوشحال هستیم و جزئیات بیشتر را در رابطه با این عطر با نزدیک شدن به تاریخ عرضهٔ آن ارائه خواهیم کرد.» این عطر در نهایت می ۲۰۱۲ عرضه شد.
سلنا در سال ۲۰۱۵ با برند «پَنتین» (Pantene) در حوزه بهداشت مو شروع به همکاری کرد.

## خط مُد و لباس
در اکتبر ۲۰۰۹ سلنا اعلام کرد که قصد راه‌اندازی خط مُد و لباس خود به نام «بلند خیال‌پردازی کن» را دارد. این خط تولید در پاییز سال ۲۰۱۰ راه‌اندازی شد. این مجموعه شامل لباس‌های بوهمی، تاپ‌های گلدار، لباس‌های جین، کت و دامن و شال و کلاه بود که تمام لباس‌ها از مواد بازیافتی یا سازگار با محیط زیست بودند. سلنا گفت که این خط تولید برگرفته از سبک شخصی خودش است و لباس‌ها را «زیبا، زنانه و بوهمی» توصیف کرد. وی بعدها گفت: «با خط تولیدم، واقعاً می‌خواهم گزینه‌هایی به مشتریانم بدم که چگونه می‌توانند سبک مورد علاقه‌شان را با یکدیگر جور بکنند. من می‌خواهم لباس‌ها راحت باشند و اینکه سازگار با محیط زیست و آلی هستند، برای من فوق‌العاده مهم است. همچنین بر روی تمامی برچسب لباس‌ها، نقل‌قول‌هایی که برای من خیلی الهام بخش هستند، وجود دارد و من فقط به دنبال رساندن یک پیام خوب به دیگران هستم.»
سلنا همچنین با «تونی مِلیو» و «سندرا کَمپوس» (که هر دو در خانه‌های مد صاحب‌نام کار کرده‌اند) همکاری داشته‌است. وی دربارهٔ این همکاری گفت: «وقتی تونی و سندرا را ملاقات کردم، از همان اول با آن‌ها احساس راحتی کردم و الان آن‌ها مثل خانواده‌ام می‌مانند. آن‌ها خیلی خلاق اند و من این را که می‌توانم هر وقت که خواستم به آن‌ها زنگ بزنم و دربارهٔ همه چیز با آن‌ها حرف بزنم را دوست دارم. آن‌ها خیلی باحال‌اند.» ۳۰ اوت ۲۰۱۳ سلنا مجموعهٔ پاییزی «بلند خیال‌پردازی کن» را منتشر کرد.

## ترانه‌شناسی
آلبوم‌های سلنا گومز و سین
- ببوس و بگو (۲۰۰۹)
- سالی بدون باران (۲۰۱۰)
- وقتی خورشید غروب می‌کند (۲۰۱۱)

آلبوم‌های انفرادی
- رقص ستاره‌ها (۲۰۱۳)
- احیا (۲۰۱۵)
- کمیاب (۲۰۲۰)

آلبوم همکاری با بنی بلانکو
- من اول گفتم دوستت دارم (۲۰۲۵)

## تورها
تورهای سلنا گومز و سین
- سلنا گومز و سین: زنده در کنسرت (۲۰۰۹–۲۰۱۰)
- تور سالی بدون باران (۲۰۱۰–۲۰۱۱)
- تور ما شب را مال خودمان می‌کنیم (۲۰۱۱–۲۰۱۲)

تورهای انفرادی
- تور رقص ستاره‌ها (۲۰۱۳–۲۰۱۴)
- تور احیا (۲۰۱۶)